# Austrophorocera
Austrophorocera – rodzaj muchówek z rodziny rączycowatych (Tachinidae).

## Wybrane gatunki
- A. alba (Townsend, 1917)[1]
- A. cocciphila (Aldrich & Webber, 1924)[1]
- A. coccyx (Aldrich & Webber, 1924)[1]
- A. einaris (Smith, 1912)[1]
- A. imitator (Aldrich & Webber, 1924)[1]
- A. pellecta (Reinhard, 1957)[1]
- A. stolida (Reinhard, 1957)[1]
- A. sulcata (Aldrich & Webber, 1924)[1]
- A. tuxedo (Curran, 1930)[1]
- A. virilis (Aldrich & Webber, 1924)[1]